# Amatørtyven
Amatørtyven er en amerikansk stumfilm fra 1917 af George Irving.

## Medvirkende
- John Barrymore som A.J. Raffles
- Christine Mayo som Mrs. Vidal
- H. Cooper Cliffe som Lord Amersteth
- Frank Morgan som Bunny Manders
- Dudley Hill som Crawley